# Législatures des provinces et territoires du Canada
Pour les articles homonymes, voir Assemblée législative.
Les législatures des provinces et territoires du Canada constituent les appareils législatifs de chacun des treize provinces et territoires du Canada. Chaque province et territoire est doté d'une législature composée d'une assemblée élue et du monarque, représentée par le lieutenant-gouverneur.

## Composition

### Couronne
Le monarque du Canada est un des composants de la législature de chaque province. Il est représenté dans la province par un lieutenant-gouverneur nommé par le gouverneur général sur les conseils du premier ministre du Canada et rémunéré par le gouvernement fédéral.
Son rôle dans le processus législatif est essentiellement symbolique : le lieutenant-gouverneur est chargé d'ouvrir, proroger ou dissoudre l'Assemblée législative et de donner la sanction royale aux projets de loi adoptés. Conformément aux règles du gouvernement responsable, il n'agit que sur l'avis du premier ministre de la province, tant que celui-ci garde la confiance de la chambre.
Le lieutenant-gouverneur prononce devant l'Assemblée législative, à l'ouverture de chaque session parlementaire, le discours du trône, mais son texte est rédigé par le gouvernement provincial (au Québec, il n'y a plus de discours du trône et c'est le Premier ministre qui prononce un discours d'ouverture de la session).
Dans les territoires, le commissaire tient le même rôle qu'un lieutenant-gouverneur dans une province bien qu'il représente le gouvernement fédéral et non le monarque directement.

### Assemblée législative

#### Rôle
L'Assemblée législative (appelée « Assemblée nationale » au Québec, « Chambre d'assemblée » à Terre-Neuve-et-Labrador) est la composante la plus importante de la législature provinciale.
Depuis l'abolition des chambres hautes dans toutes les provinces, l'Assemblée législative est la seule chargée de débattre et adopter les lois.

#### Élections
L'ensemble des assemblées législatives des provinces et territoires sont élues au suffrage universel direct. La Charte canadienne des droits et libertés impose un mandat d'une durée maximale de cinq ans, mais toutes les provinces sauf la Nouvelle-Écosse ont adopté des lois sur les élections à date fixe avec un mandat de quatre ans.
Toutes les élections ont lieu selon le scrutin uninominal à un tour dans le cadre de circonscriptions élisant chacune un député. Par le passé, des circonscriptions plurinominales ont existé et certaines provinces ont utilisé d'autres modes de scrutin que le scrutin majoritaire à un tour :
- À partir des élections de 1920 au Manitoba, les députés de Winnipeg sont élus au scrutin à vote unique transférable et, à partir de 1927, les autres députés sont élus par le vote alternatif. La province retourne au scrutin uninominal à un tour aux élections de 1958.
- Des élections de 1926 à celles de 1959 en Alberta, les députés de Calgary et Edmonton sont élus au scrutin à vote unique transférable (une circonscription plurinominale pour chaque ville) et les députés du reste de la province par le vote alternatif (dans des circonscriptions uninominales).
- Les élections de 1952 en Colombie-Britannique ont eu lieu au moyen du vote alternatif. Il s'agissait pour la coalition formée par les conservateurs et les libéraux d'empêcher une victoire de la Fédération du Commonwealth coopératif mais le système s'est retourné contre le gouvernement et a permis au Parti Crédit social de remporter un gouvernement minoritaire. Le vote alternatif est de nouveau utilisé en 1953 puis supprimé par le nouveau gouvernement majoritaire du Crédit social.

#### Composition
Les assemblées législatives comptent de 19 (Yukon) à 125 sièges (Québec).
| Chambre                                                             | Nombre de sièges | Diagramme | Gouvernement | Gouvernement                                       | Opposition officielle                              | Opposition officielle                              | Autres partis                                                       |
| ------------------------------------------------------------------- | ---------------- | --------- | ------------ | -------------------------------------------------- | -------------------------------------------------- | -------------------------------------------------- | ------------------------------------------------------------------- |
| Assemblée législative de la Colombie-Britannique 43e législature    | 93               |           |              | NPD 47 sièges                                      |                                                    | Conservateur 44 sièges                             | Vert 2 sièges                                                       |
| Assemblée législative de l'Alberta 31e législature                  | 87               |           |              | Conservateur uni 49 sièges                         |                                                    | NPD 37 sièges                                      | Siège vacant 1 siège                                                |
| Assemblée législative de la Saskatchewan 30e législature            | 61               |           |              | Saskatchewanais 34 sièges                          |                                                    | NPD 27 sièges                                      |                                                                     |
| Assemblée législative du Manitoba 43e législature                   | 57               |           |              | NPD 33 sièges                                      |                                                    | PC 21 sièges                                       | Libéral 1 siège Indépendant 1 siège Siège vacant 1 siège            |
| Assemblée législative de l'Ontario 44e législature                  | 124              |           |              | PC 80 sièges                                       |                                                    | NPD 27 sièges                                      | Libéral 14 sièges Verts 2 sièges Indépendant 1 siège                |
| Assemblée nationale du Québec 43e législature                       | 125              |           |              | CAQ 89 sièges                                      |                                                    | Libéral 19 sièges                                  | QS 12 sièges PQ 5 sièges Indépendants 2 sièges Siège vacant 1 siège |
| Assemblée législative du Nouveau-Brunswick 61e législature          | 49               |           |              | Libéral 31 sièges                                  |                                                    | PC 16 sièges                                       | Vert 2 sièges                                                       |
| Assemblée législative de la Nouvelle-Écosse 65e législature         | 55               |           |              | PC 43 sièges                                       |                                                    | NPD 9 sièges                                       | Libéral 2 sièges Indépendant 1 siège                                |
| Assemblée législative de l'Île-du-Prince-Édouard 67e législature    | 27               |           |              | PC 22 sièges                                       |                                                    | Libéral 3 sièges                                   | Vert 2 sièges                                                       |
| Chambre d'assemblée de Terre-Neuve-et-Labrador 50e législature      | 40               |           |              | Libéral 23 sièges                                  |                                                    | PC 12 sièges                                       | NPD 3 sièges Indépendants 2 sièges                                  |
| Assemblée législative du Yukon 35e législature                      | 19               |           |              | Libéral 8 sièges                                   |                                                    | Yukon 8 sièges                                     | NPD 3 sièges (soutien sans participation au gouvernement)           |
| Assemblée législative des Territoires du Nord-Ouest 20e législature | 19               |           |              | Indépendants 19 sièges (Gouvernement de consensus) | Indépendants 19 sièges (Gouvernement de consensus) | Indépendants 19 sièges (Gouvernement de consensus) | Indépendants 19 sièges (Gouvernement de consensus)                  |
| Assemblée législative du Nunavut 6e législature                     | 22               |           |              | Indépendants 22 sièges (Gouvernement de consensus) | Indépendants 22 sièges (Gouvernement de consensus) | Indépendants 22 sièges (Gouvernement de consensus) | Indépendants 22 sièges (Gouvernement de consensus)                  |

### Ancienne chambre haute
Toutes les provinces, sauf l'Ontario, l'Alberta et la Saskatchewan, ont eu une chambre haute dans leur histoire. Celle-ci portait le nom de « Conseil législatif ».
La plupart des provinces ont aboli leur conseil législatif par une loi à la fin du XIXe siècle ou au début du XXe siècle. La dernière province à la faire est le Québec, en 1968. Certaines provinces ont suivi des processus particuliers :
- si le Canada-Uni disposait d'un Conseil législatif, lorsque le Québec et l'Ontario sont séparés en deux provinces en 1867, il est décidé que la législature ontarienne serait monocamérale ;
- le Conseil législatif de Colombie-Britannique est aboli lorsque la province entre dans la Confédération ;
- le Conseil législatif de l'Île-du-Prince-Édouard est fusionné avec la Chambre d'assemblée, pour former l'actuelle Assemblée législative (jusqu'en 1996, on y distinguait les Councillors et les Assemblymen) ;
- le Conseil législatif de Terre-Neuve est suspendu en 1934 en même temps que les autres institutions de la colonie ; lorsqu'elle celle-ci intègre la confédération, le Conseil législatif n'est pas recréé.

| Chambre                                       | Composition                                                       | Abolition                                          |
| --------------------------------------------- | ----------------------------------------------------------------- | -------------------------------------------------- |
| Conseil législatif de la Colombie-Britannique | 5 membres du conseil exécutif 5 magistrats 5 membres élus         | 1871 (entrée de la province dans la Confédération) |
| Conseil législatif du Manitoba                | Nomination par le lieutenant-gouverneur                           | 1876                                               |
| Conseil législatif du Québec                  | Nomination par le lieutenant-gouverneur                           | 1968                                               |
| Conseil législatif du Nouveau-Brunswick       | Nomination par le lieutenant-gouverneur                           | 1891                                               |
| Conseil législatif de la Nouvelle-Écosse      | Nomination par le lieutenant-gouverneur                           | 1928                                               |
| Conseil législatif de l'Île-du-Prince-Édouard | Nomination par le lieutenant-gouverneur Élection à partir de 1862 | 1893 (fusion avec la Chambre d'assemblée)          |
| Conseil législatif de Terre-Neuve             | Nomination par le gouverneur                                      | 1934 (suspension du gouvernement représentatif)    |

## Histoire
| Juridiction                  | Période                    | Législature                                                                                            | Chambre basse (élue)                                                                           | Chambre haute (nommée)                                                                       | Vice-roi                                                                                            |
| Législatures des provinces   | Législatures des provinces | Législatures des provinces                                                                             | Législatures des provinces                                                                     | Législatures des provinces                                                                   | Législatures des provinces                                                                          |
| ---------------------------- | -------------------------- | --- | ---------------------------------------------------------------------------------------------- | -------------------------------------------------------------------------------------------- | --------------------------------------------------------------------------------------------------- |
| Ontario                      | 1791-1841                  | Parlement du Haut-Canada                                                                               | Assemblée législative du Haut-Canada                                                           | Conseil législatif du Haut-Canada                                                            | Lieutenant-gouverneur du Haut-Canada                                                                |
| Ontario                      | 1841-1867                  | Partie de la province du Canada                                                                        | Partie de la province du Canada                                                                | Partie de la province du Canada                                                              | Partie de la province du Canada                                                                     |
| Ontario                      | 1867-                      | Parlement de l’Ontario                                                                                 | Assemblée législative de l’Ontario                                                             | néant                                                                                        | Lieutenant-gouverneur de l’Ontario                                                                  |
| Québec                       | 1763-1791                  | Législature de l’ancienne province de Québec                                                           | néant                                                                                          | Conseil pour les affaires de la province de Québec                                           | Gouverneur de la province de Québec                                                                 |
| Québec                       | 1791-1841                  | Parlement du Bas-Canada                                                                                | Assemblée législative du Bas-Canada                                                            | Conseil législatif du Bas-Canada                                                             | Lieutenant-gouverneur du Bas-Canada                                                                 |
| Québec                       | 1841-1867                  | Partie de la province du Canada                                                                        | Partie de la province du Canada                                                                | Partie de la province du Canada                                                              | Partie de la province du Canada                                                                     |
| Québec                       | 1867-1968                  | Parlement du Québec                                                                                    | Assemblée législative du Québec                                                                | Conseil législatif du Québec                                                                 | Lieutenant-gouverneur du Québec                                                                     |
| Québec                       | 1968-                      | Parlement du Québec                                                                                    | Assemblée nationale du Québec                                                                  | néant                                                                                        | Lieutenant-gouverneur du Québec                                                                     |
| Nouvelle-Écosse              | 1758-1786                  | Assemblée générale de Nouvelle-Écosse                                                                  | Assemblée législative de la Nouvelle-Écosse                                                    | Conseil de Nouvelle-Écosse                                                                   | Gouverneur de Nouvelle-Écosse                                                                       |
| Nouvelle-Écosse              | 1786-1838                  | Assemblée générale de Nouvelle-Écosse                                                                  | Assemblée législative de la Nouvelle-Écosse                                                    | Conseil de Nouvelle-Écosse                                                                   | Lieutenant-gouverneur de Nouvelle-Écosse                                                            |
| Nouvelle-Écosse              | 1838-1928                  | Assemblée générale de Nouvelle-Écosse                                                                  | Assemblée législative de la Nouvelle-Écosse                                                    | Conseil législatif de Nouvelle-Écosse                                                        | Lieutenant-gouverneur de Nouvelle-Écosse                                                            |
| Nouvelle-Écosse              | 1928-                      | Assemblée générale de Nouvelle-Écosse                                                                  | Assemblée législative de la Nouvelle-Écosse                                                    | néant                                                                                        | Lieutenant-gouverneur de Nouvelle-Écosse                                                            |
| Nouveau-Brunswick            | 1784-1891                  | Législature du Nouveau-Brunswick                                                                       | Assemblée législative du Nouveau-Brunswick                                                     | Conseil législatif du Nouveau-Brunswick                                                      | Lieutenant-gouverneur du Nouveau-Brunswick                                                          |
| Nouveau-Brunswick            | 1891-                      | Législature du Nouveau-Brunswick                                                                       | Assemblée législative du Nouveau-Brunswick                                                     | néant                                                                                        | Lieutenant-gouverneur du Nouveau-Brunswick                                                          |
| Manitoba                     | 1870-1876                  | Législature du Manitoba                                                                                | Assemblée législative du Manitoba                                                              | Conseil législatif du Manitoba                                                               | Lieutenant-gouverneur du Manitoba                                                                   |
| Manitoba                     | 1876-                      | Législature du Manitoba                                                                                | Assemblée législative du Manitoba                                                              | néant                                                                                        | Lieutenant-gouverneur du Manitoba                                                                   |
| Colombie-Britannique         | 1856-1866                  | Législature de la colonie de la Colombie-Britannique & Législature de la colonie de l'Île de Vancouver | néant                                                                                          | Assemblée coloniale de la Colombie-Britannique & Assemblée législative de l’île de Vancouver | Gouverneur de la Colombie-Britannique                                                               |
| Colombie-Britannique         | 1866-1871                  | Législature de la colonie unie de Colombie-Britannique                                                 | néant                                                                                          | Conseil législatif de Colombie-Britannique                                                   | Gouverneur de la colonie unie de Colombie-Britannique                                               |
| Colombie-Britannique         | 1871-                      | Parlement de Colombie-Britannique                                                                      | Assemblée législative de la Colombie-Britannique                                               | néant                                                                                        | Lieutenant-gouverneur de la Colombie-Britannique                                                    |
| Île-du-Prince-Édouard        | 1773-1862                  | Assemblée générale de l’Île-du-Prince-Édouard                                                          | Chambre d’assemblée de l’Île-du-Prince-Édouard                                                 | Conseil législatif de l’Île-du-Prince-Édouard                                                | Lieutenant-gouverneur de l’Île-du-Prince-Édouard                                                    |
| Île-du-Prince-Édouard        | 1862-1893                  | Assemblée générale de l’Île-du-Prince-Édouard                                                          | Chambre d’assemblée de l’Île-du-Prince-Édouard & Conseil législatif de l’Île-du-Prince-Édouard | néant                                                                                        | Lieutenant-gouverneur de l’Île-du-Prince-Édouard                                                    |
| Île-du-Prince-Édouard        | 1893-                      | Assemblée générale de l’Île-du-Prince-Édouard                                                          | Assemblée législative de l’Île-du-Prince-Édouard                                               | néant                                                                                        | Lieutenant-gouverneur de l’Île-du-Prince-Édouard                                                    |
| Saskatchewan                 | 1905-                      | Législature de la Saskatchewan                                                                         | Assemblée législative de la Saskatchewan                                                       | néant                                                                                        | Lieutenant-gouverneur de la Saskatchewan                                                            |
| Alberta                      | 1905-                      | Législature de l’Alberta                                                                               | Assemblée législative de l’Alberta                                                             | néant                                                                                        | Lieutenant-gouverneur de l’Alberta                                                                  |
| Terre-Neuve-et-Labrador      | 1833-1934                  | Assemblée générale de Terre-Neuve                                                                      | Chambre d’assemblée de Terre-Neuve                                                             | Conseil législatif de Terre-Neuve                                                            | Gouverneur de Terre-Neuve                                                                           |
| Terre-Neuve-et-Labrador      | 1934-1949                  | Commission de gouvernement                                                                             | néant                                                                                          | néant                                                                                        | Gouverneur de Terre-Neuve                                                                           |
| Terre-Neuve-et-Labrador      | 1949-2001                  | Assemblée générale de Terre-Neuve                                                                      | Chambre d’assemblée de Terre-Neuve                                                             | néant                                                                                        | Lieutenant-gouverneur de Terre-Neuve                                                                |
| Terre-Neuve-et-Labrador      | 2001-                      | Assemblée générale de Terre-Neuve-et-Labrador                                                          | Chambre d’assemblée de Terre-Neuve-et-Labrador                                                 | néant                                                                                        | Lieutenant-gouverneur de Terre-Neuve-et-Labrador                                                    |
| Législatures des territoires |                            | |                                                                                                |                                                                                              | |
| Territoires du Nord-Ouest    | 1870-1876                  | Lieutenant-gouverneur en conseil                                                                       | néant                                                                                          | Conseil temporaire du Nord-Ouest                                                             | Lieutenant-gouverneur des Territoires du Nord-Ouest                                                 |
| Territoires du Nord-Ouest    | 1876-1888                  | Lieutenant-gouverneur en conseil                                                                       | néant                                                                                          | Premier Conseil des Territoires du Nord-Ouest & Conseil du Keewatin (1876-1877)              | Lieutenant-gouverneur des Territoires du Nord-Ouest & Lieutenant-gouverneur du district de Keewatin |
| Territoires du Nord-Ouest    | 1888-1905                  | Lieutenant-gouverneur en conseil                                                                       | Assemblée législative du Nord-Ouest                                                            | néant                                                                                        | Lieutenant-gouverneur des Territoires du Nord-Ouest & Lieutenant-gouverneur du district de Keewatin |
| Territoires du Nord-Ouest    | 1905-1951                  | Commissaire en conseil                                                                                 | néant                                                                                          | Second Conseil des Territoires du Nord-Ouest                                                 | Commissaire des Territoires du Nord-Ouest                                                           |
| Territoires du Nord-Ouest    | 1951-1975                  | Commissaire en conseil                                                                                 | Conseil législatif des Territoires du Nord-Ouest                                               | néant                                                                                        | Commissaire des Territoires du Nord-Ouest                                                           |
| Territoires du Nord-Ouest    | 1975-                      | Commissaire en conseil                                                                                 | Assemblée législative des Territoires du Nord-Ouest                                            | néant                                                                                        | Commissaire des Territoires du Nord-Ouest                                                           |
| Yukon                        | 1898-1909                  | Commissaire en conseil                                                                                 | néant                                                                                          | Conseil territorial du Yukon                                                                 | Commissaire du Yukon                                                                                |
| Yukon                        | 1909-1978                  | Commissaire en conseil                                                                                 | Conseil territorial du Yukon                                                                   | néant                                                                                        | Commissaire du Yukon                                                                                |
| Yukon                        | 1978-                      | Législature du Yukon                                                                                   | Assemblée législative du Yukon                                                                 | néant                                                                                        | Commissaire du Yukon                                                                                |
| Nunavut                      | 1999-                      | Législature du Nunavut                                                                                 | Assemblée législative du Nunavut                                                               | néant                                                                                        | Commissaires du Nunavut                                                                             |